# Pseudocercospora graphioides
Pseudocercospora graphioides är en svampart som först beskrevs av Ellis ex Chupp, och fick sitt nu gällande namn av U. Braun 2003. Pseudocercospora graphioides ingår i släktet Pseudocercospora och familjen Mycosphaerellaceae.   Inga underarter finns listade i Catalogue of Life.